# Selección de fútbol sala de Panamá
La Selección de Fútbol Sala de Panamá representa a Panamá en competencias internacionales de la disciplina y está controlada por la FEPAFUT. La Roja obtuvo como mejor resultado en un mundial el 15.º puesto del año 2012.

## Estadísticas

### Copa Mundial de Futsal FIFA
| Copa Mundial de fútbol sala de la FIFA | Copa Mundial de fútbol sala de la FIFA | Copa Mundial de fútbol sala de la FIFA | Copa Mundial de fútbol sala de la FIFA | Copa Mundial de fútbol sala de la FIFA | Copa Mundial de fútbol sala de la FIFA | Copa Mundial de fútbol sala de la FIFA | Copa Mundial de fútbol sala de la FIFA |
| Año                                    | Ronda                                  | J                                      | G                                      | E                                      | P                                      | GF                                     | GC                                     |
| -------------------------------------- | -------------------------------------- | -------------------------------------- | -------------------------------------- | -------------------------------------- | -------------------------------------- | -------------------------------------- | -------------------------------------- |
| 1989                                   | No participó                           | No participó                           | No participó                           | No participó                           | No participó                           | No participó                           | No participó                           |
| 1992                                   | No participó                           | No participó                           | No participó                           | No participó                           | No participó                           | No participó                           | No participó                           |
| 1996                                   | No participó                           | No participó                           | No participó                           | No participó                           | No participó                           | No participó                           | No participó                           |
| 2000                                   | No participó                           | No participó                           | No participó                           | No participó                           | No participó                           | No participó                           | No participó                           |
| 2004                                   | No clasificó                           | No clasificó                           | No clasificó                           | No clasificó                           | No clasificó                           | No clasificó                           | No clasificó                           |
| 2008                                   | No clasificó                           | No clasificó                           | No clasificó                           | No clasificó                           | No clasificó                           | No clasificó                           | No clasificó                           |
| 2012                                   | Octavos de final                       | 4                                      | 1                                      | 0                                      | 3                                      | 14                                     | 31                                     |
| 2016                                   | Fase de grupos                         | 3                                      | 1                                      | 0                                      | 2                                      | 6                                      | 14                                     |
| 2021                                   | Fase de grupos                         | 3                                      | 0                                      | 0                                      | 3                                      | 4                                      | 13                                     |
| 2024                                   | Fase de grupos                         | 3                                      | 1                                      | 0                                      | 2                                      | 12                                     | 19                                     |
| Total                                  | 4/10                                   | 13                                     | 3                                      | 0                                      | 10                                     | 36                                     | 77                                     |

### Campeonato de Futsal de Concacaf
| Campeonato de Futsal de Concacaf | Campeonato de Futsal de Concacaf | Campeonato de Futsal de Concacaf | Campeonato de Futsal de Concacaf | Campeonato de Futsal de Concacaf | Campeonato de Futsal de Concacaf | Campeonato de Futsal de Concacaf | Campeonato de Futsal de Concacaf |
| Año                              | Ronda                            | J                                | G                                | E                                | P                                | GF                               | GC                               |
| -------------------------------- | -------------------------------- | -------------------------------- | -------------------------------- | -------------------------------- | -------------------------------- | -------------------------------- | -------------------------------- |
| 1996                             | No participó                     | No participó                     | No participó                     | No participó                     | No participó                     | No participó                     | No participó                     |
| 2000                             | No participó                     | No participó                     | No participó                     | No participó                     | No participó                     | No participó                     | No participó                     |
| 2004                             | Fase de grupos                   | 3                                | 1                                | 1                                | 1                                | 10                               | 7                                |
| 2008                             | Cuarto lugar                     | 5                                | 1                                | 2                                | 2                                | 13                               | 18                               |
| 2012                             | Tercer lugar                     | 5                                | 3                                | 0                                | 2                                | 22                               | 20                               |
| 2016                             | Subcampeón                       | 5                                | 4                                | 0                                | 1                                | 24                               | 17                               |
| 2021                             | Cuarto lugar                     | 5                                | 2                                | 1                                | 2                                | 20                               | 12                               |
| 2024                             | Campeón                          | 6                                | 5                                | 0                                | 1                                | 27                               | 16                               |
| Total                            | 6/8                              | 29                               | 16                               | 4                                | 9                                | 116                              | 90                               |

### Juegos Deportivos Centroamericanos
| Año   | Ronda        | Posición     | J            | G            | E            | P            | GF           | GC           |
| ----- | ------------ | ------------ | ------------ | ------------ | ------------ | ------------ | ------------ | ------------ |
| 2001  | No participó | No participó | No participó | No participó | No participó | No participó | No participó | No participó |
| 2013  | Plata        | 2°/4°        | 3            | 2            | 0            | 1            | 21           | 25           |
| 2017  | Oro          | 1°/4°        | 4            | 4            | 0            | 0            | 14           | 6            |
| 2022  | Cancelado    | Cancelado    | Cancelado    | Cancelado    | Cancelado    | Cancelado    | Cancelado    | Cancelado    |
| Total | 2/3          | 1°           | 7            | 6            | 0            | 1            | 35           | 31           |

## Última convocatoria
Convocatoria para la Campeonato de Futsal de Concacaf de 2024. 

## Últimos partidos y próximos encuentros
| Fecha                 | Lugar   |           |                      | Resultado |                           |                | Encuentro                                |
| --------------------- | ------- | --------- | -------------------- | --------- | ------------------------- | -------------- | ---------------------------------------- |
| 13 de abril de 2024   | Managua | Panamá    | Bandera de Panamá    | 6:3       | Bandera de Nicaragua      | Nicaragua      | Campeonato de Futsal de Concacaf de 2024 |
| 14 de abril de 2021   | Managua | Canadá    | Bandera de Canadá    | 3:7       | Bandera de Panamá         | Panamá         | Campeonato de Futsal de Concacaf de 2024 |
| 15 de febrero de 2024 | Managua | Panamá    | Bandera de Panamá    | 2:3       | Bandera de Cuba           | Cuba           | Campeonato de Futsal de Concacaf de 2024 |
| 17 de abril de 2024   | Managua | Panamá    | Bandera de Panamá    | 2:1       | Bandera de Estados Unidos | Estados Unidos | Campeonato de Futsal de Concacaf de 2024 |
| 18 de abril de 2024   | Managua | Guatemala | Bandera de Guatemala | 3:6       | Bandera de Panamá         | Panamá         | Campeonato de Futsal de Concacaf de 2024 |
| 20 de abril de 2024   | Managua | Cuba      | Bandera de Cuba      | 3:4       | Bandera de Panamá         | Panamá         | Campeonato de Futsal de Concacaf de 2024 |

## Directores Técnicos
- Agustín Campuzano (2011-2017)
- Porfilio Rebolledo (2019-2020)
- José Botana Vázquez (2021-2022)
- Apolinar Gálvez (2022-2023)
- Alex Del Rosario (2024-act.)